# GAZ Volga Siber
De GAZ Volga Siber is een van maart 2008 tot eind 2010 geproduceerd personenautomodel van de Russische fabrikant Gorkovski Avtomobilny Zavod (GAZ). Het was na meer dan 50 jaar de laatste personenauto met de merknaam Volga.

## Geschiedenis
Met de Siber moest een technisch actuele opvolger voor de in de basis uit 1969 stammende GAZ 31 Volga tot stand komen. De wagen was gebaseerd op de op dat moment net uit productie genomen generatie van de Chrysler Sebring, waarvan de productie-installaties volledig werden overgenomen. Diverse onderdelen, waaronder ook de motoren, werden uit kwaliteitsoverwegingen geleverd door Chrysler.
De Siber kreeg een nieuwe grille, iets anders gevormde en ingedeelde koplampen en dito achterlichten maar bleef voor de rest bijzonder trouw aan het oorspronkelijk ontwerp van de forse, langgerekte sedan. Ook het dashboard en het stuurwiel waren typisch Chrysler, al zat op het midden van het stuur wel een Russisch logo.
De productie bedroeg in 2008 en 2009 ongeveer 20.000 exemplaren, in 2010 werd de productie van de Volga Siber verhoogd tot 65.000 exemplaren per jaar. De prijzen van de Siber begonnen bij ongeveer 15.000 euro. Export van de Volga Siber was bij succes van het model ook naar Europa en Afrika gepland, het model moest dan op deze markten als voordelig Chrysler-alternatief in de markt worden gezet. Andere modellen van Chrysler zouden volgens het plan dit voorbeeld moeten volgen.
Het gehoopte succes bleef echter uit, daarom werd de productie gestaakt. Tot eind 2010 werden uit reeds geproduceerde onderdelen nog 5000 auto's samengesteld.
Met het stopzetten van de Siber-productie beëindigde GAZ voorlopig de productie van personenauto's. Eind 2012 werd deze in samenwerking met Volkswagen weer opgestart; er worden echter geen eigen modellen meer geproduceerd.

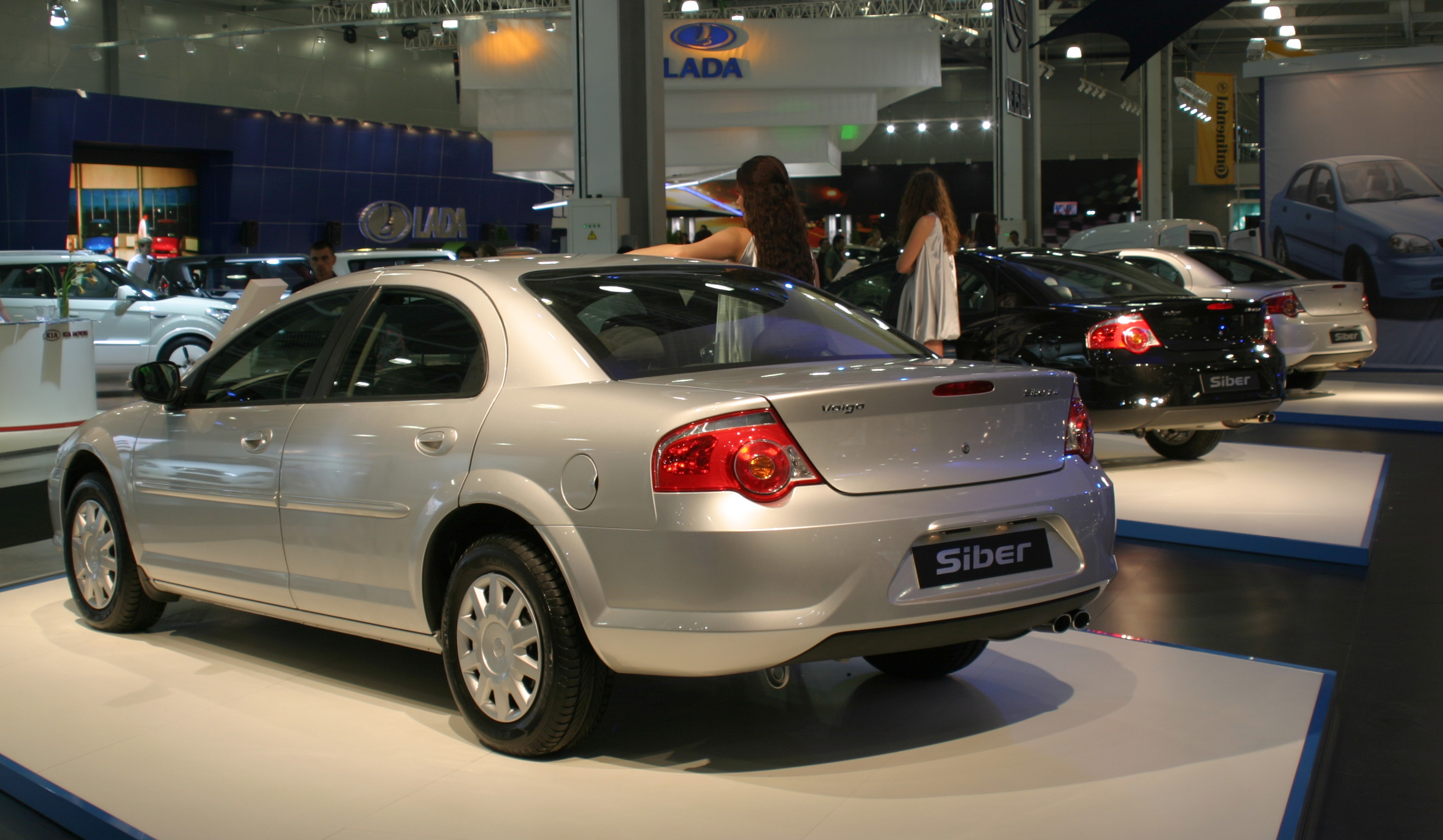
Achteraanzicht

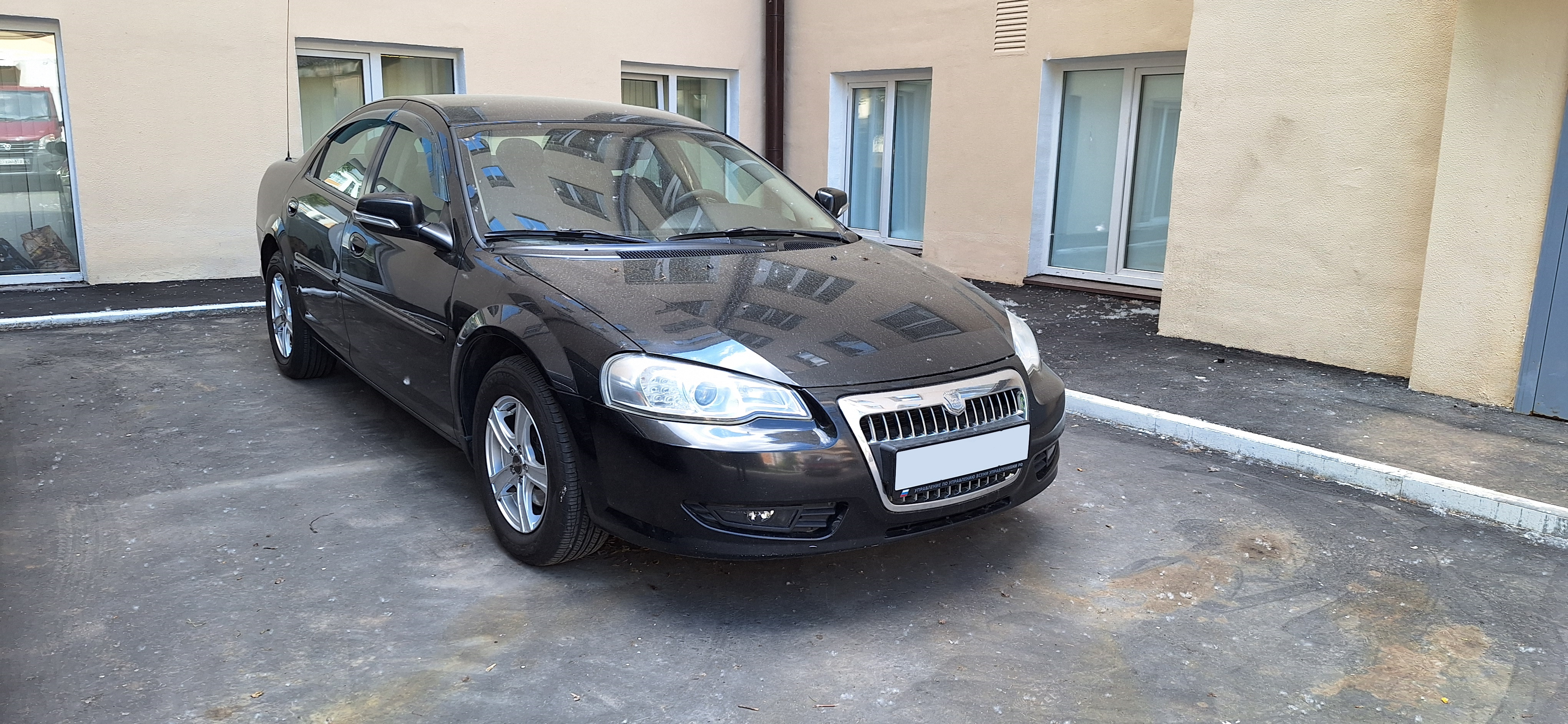

Personenauto's:
GAZ-A ·
GAZ-M1 ·
GAZ-M415 ·
GAZ 12 ZIM ·
GAZ-13 Tsjaika ·
GAZ-14 Tsjaika ·
GAZ M20 Pobeda ·
GAZ M21 Volga ·
GAZ-22 Volga ·
GAZ 24 Volga ·
GAZ 31 Volga ·
GAZ-3102 Volga ·
GAZ-3110 Volga ·
GAZ-31105 Volga ·
GAZ-61 ·
GAZ-64 ·
GAZ-67 ·
GAZ-69 ·
GAZ-M72 ·
GAZ Volga Siber

Bestelauto's:
GAZelle ·
GAZelle-Business ·
GAZelle NEXT

Vrachtauto's:
GAZ-AA ·
GAZ-4 · 
GAZ-AAA ·
GAZ-MM ·
GAZ-21 ·
GAZ-S1 ·
GAZ-410 ·
GAZ-42 ·
GAZ-44 ·
GAZ-51 ·
GAZ-93 ·
GAZ-52 ·
GAZ-53 ·
GAZ-55 ·
GAZ-56 ·
GAZ-60 ·
GAZ-62 ·
GAZ-63 ·
GAZ-65 ·
GAZ-66 ·
GAZ-3307 ·
GAZ-3308 Sadko ·
GAZ-3309 ·
GAZ-3310 Waldai ·
GAZon NEXT ·
Sadko NEXT

Autobussen:
GAZ-03-30 ·
GAZ-05-193 ·
GZA-651 ·
GAZelle City

Militaire voertuigen:
BA-3/6 ·
BA-64 ·
BA-10 ·
BA-20 ·
BRDM-1 ·
BRDM-2 ·
BTR-40 ·
BTR-60 ·
BTR-70 ·
BTR-80 ·
BTR-90 ·
GAZ-46 ·
GAZ-2330 ·
GAZ-2975 Tigr ·
GAZ-34039 ·
GAZ-3409 ·
GAZ-3937 ·
GAZ-5903 ·
GT-S ·
GT-SM ·
SU-76 ·
T-38 ·
T-60 ·
T-70 ·
T-80 ·
GAZ-3344 ·
GAZ-3351 ·
VPK-3927 Wolk